# Thọ Long
Thọ Long là một xã thuộc tỉnh Thanh Hóa, Việt Nam.
Được thành lập ngày 16 tháng 6 năm 2025 theo Nghị quyết số 1686/NQ-UBTVQH15 của Ủy ban Thường vụ Quốc hội trên cơ sở toàn bộ diện tích tự nhiên và quy mô dân số của các xã Thọ Lộc, Xuân Phong, Nam Giang, Bắc Lương, Tây Hồ thuộc huyện Thọ Xuân, xã Thọ Long chính thức hoạt động từ ngày 1 tháng 7 cùng năm.
Xã Thọ Long có diện tích tự nhiên 22,13 km², quy mô dân số năm 2024 là 31.101 người, mật độ dân số đạt 1.405 người/km².